# Нирцев Михайло Петрович
Миха́йло Петро́вич Нирцев (листопад 1912, місто Анжеро-Судженськ, тепер Кемеровської області, Російська Федерація — ?) — український радянський діяч, гірничий інженер, начальник комбінату «Сталіновугілля», голова Державного комітету Ради Міністрів УРСР по нагляду за безпечним веденням робіт у промисловості й гірничому нагляду. Депутат Верховної Ради УРСР 4-го скликання.

## Життєпис
Народився в листопаді 1912 року в родині шахтаря. Трудову діяльність розпочав у чотирнадцятирічному віці лампоносом шахти № 8 Чорногорського рудоуправління Західно-Сибірського краю РРФСР. Потім працював учнем вибійника і вибійником на шахті.
У 1936 році закінчив Томський індустріальний інститут.
З 1936 року — помічник начальника дільниці, начальник дільниці, помічник головного інженера шахти імені Кірова, головний інженер шахти імені Сталіна тресту «Кузбасвугілля». З 1939 року працював керівником гірничої групи технічного відділу комбінату «Кузбасвугілля».
Член ВКП(б) з 1940 року.
Під час німецько-радянської війни перебував у лавах Червоної армії.
У 1943—1954 роках — заступник начальника технічного відділу комбінату «Сталінвугілля» Сталінської області; начальник технічного управління комбінату «Сталінвугілля»; керуючий тресту «Макіїввугілля» Сталінської області; головний інженер вугільного комбінату «Сталінвугілля» Сталінської області.
З липня 1954 року — начальник вугільного комбінату «Сталінвугілля» Сталінської області.
З червня 1955 до 31 травня 1957 року — заступник міністра вугільної промисловості Української РСР.
З червня 1957 до жовтня 1960 року — 1-й заступник голови Ради народного господарства (раднаргоспу) Сталінського економічного адміністративного району.
З жовтня 1960 до жовтня 1965 року — начальник Головного управління вугільної і торф'яної промисловості Ради народного господарства Української РСР (Українського раднаргоспу).
У листопаді 1965—1969 роках — заступник міністра вугільної промисловості Української РСР.
15 січня 1969 — 26 грудня 1975 року — голова Державного комітету Ради Міністрів Української РСР по нагляду за безпечним веденням робіт у промисловості й гірничому нагляду.
З грудня 1975 року — на пенсії.

## Нагороди
- орден Леніна
- два ордени Трудового Червоного Прапора
- медалі
- Почесна грамота Президії Верховної Ради Української РСР (4.11.1972)
- Заслужений шахтар Української РСР (24.08.1962)